# كيسة رضحية عظمية
الكيسة الرضحية العظمية تسمى أيضًا كيسة عظمية بسيطة، تصيب عظم الفك. تصيب الرجال أكثر وأيضًا تحدث غالبًا للأشخاص في عقدهم الأول والثاني. لا يوجد سبب معروف بالرغم من أنه قد يعود إلى الرضح في بعض الأحيان. يظهر على صور الأشعة كمنطقة منفذة للأشعة محددة جيدًا (منطقة داكنة). وتكون شكل صدفي بين جذور الأسنان. عندما تفتح جراحيًا يتم إيجاد تجويف فارغ.
دراسة واحدة فقط وجدت أنها تظهر أكثر في النساء.